# California State University - San Marcos
De California State University - San Marcos (CSUSM), kortweg Cal State San Marcos, is een Amerikaanse openbare universiteit in de Californische stad San Marcos, een voorstad van San Diego. De universiteit opende in 1989 en is daarmee een van de recentste campussen in het California State University-systeem, dat in totaal 23 campussen telt.

## Onderwijs
Er worden 44 undergraduate opleidingen aangeboden (bachelorprogramma's), 10 graduate opleidingen (masterprogramma's) en een doctoraatsprogramma in onderwijs.

### Colleges
Cal State San Marcos telt drie colleges en een school:
- College of Arts & Sciences
- College of Business Administration
- College of Education
- School of Nursing

Daarnaast heeft de universiteit een uitgebreid Extended Learning-programma.